# جوناثان هاموند
جوناثان هاموند (بالإنجليزية: Jonathan Hammond)‏ (1891 ببورسلم في المملكة المتحدة - 1980 بستوك أون ترينت في المملكة المتحدة) هو لاعب كرة قدم بريطاني (وحمل سابقاً جنسية المملكة المتحدة لبريطانيا العظمى وأيرلندا) في مركز حراسة المرمى. لعب مع بورت فايل.